# Is it right
Is it right is een single van de Duitse band Elaiza. Het lied is geschreven door Elżbieta Steinmetz, Frank Kretschmer, Adam Kesselhaut. Het was de Duitse inzending voor het Eurovisiesongfestival 2014 in Kopenhagen, Denemarken. Omdat Duitsland tot de grote vijf behoort, is Elaiza automatisch geplaatst voor de finale. Het lied eindigde er op de 18de plaats.